# Sosso
Sosso – lud Afryki Zachodniej, spotykany zwłaszcza w Gwinei.
Grupa ta wywodzi się z XII i XIII-wiecznego królestwa Takrur znanego jako Sosso. Ze schyłkiem Imperium Ghany, Sosso powiększyli terytorium o pewną liczbę swoich poprzednich posiadłości, w tym stolicę Kumbi Salih. Pod rządami króla Soumaoro Kante, Sosso krótko podbijali królestwa Mandingo na obszarach dzisiejszego Mali. Kiedy książę Mandingo, Sundiata Keita przewodził koalicji mniejszych stanów, dotkliwie pokonał Sosso w bitwie pod Kiriną (1240), w wyniku której utracili oni swoje wcześniejsze zdobycze; tak zapoczątkowane zostało Imperium Mali. Sundiata pomaszerował dalej do miasta Sosso, zniszczył je, potwierdzając koniec królestwa.